# 乔尔诺克
乔尔诺克，是匈牙利科马罗姆-埃斯泰尔戈姆州所辖的一个村。总面积18.71平方公里，总人口3323，人口密度177.6人/平方公里（2011年1月1日）。